# Liste der Biografien/Rick
Liste der Biografien |
Portal Biografien |
Personensuche
# |
A |
B |
C |
D |
E |
F |
G |
H |
I |
J |
K |
L |
M |
N |
O |
P |
Q |
R |
S |
T |
U |
V |
W |
X |
Y |
Z |
?
 
Ra |
Rb |
Rd |
Re |
Rh |
Ri |
Rj |
Rk |
Rl |
Rm |
Rn |
Ro |
Rr |
Rs |
Rt |
Ru |
Rv |
Rw |
Rx |
Ry |
Rz
 
Ria |
Rib |
Ric |
Rid |
Rie |
Rif |
Rig |
Rih |
Rii |
Rij |
Rik |
Ril |
Rim |
Rin |
Rio |
Rip |
Riq |
Rir |
Ris |
Rit |
Riu |
Riv |
Riw |
Rix |
Riy |
Riz
 
Rica |
Ricb |
Ricc |
Rice |
Rich |
Rici |
Rick |
Ricl |
Rico |
Ricq |
Rics |
Rict |
Ricu |
Ricz
Die Liste der Biografien führt alle Personen auf, die in der deutschsprachigen Wikipedia einen Artikel haben. Dieses ist eine Teilliste mit 176 Einträgen von Personen, deren Namen mit den Buchstaben „Rick“ beginnt.

## Rick
- Rick, Charles M. (1915–2002), US-amerikanischer Botaniker und Pflanzengenetiker
- Rick, Constanze (* 1969), deutsche Fernsehmoderatorin
- Rick, Horst (1936–2012), deutscher Fußballspieler
- Rick, Johannes (1869–1946), österreichischer römisch-katholischer Theologe
- Rick, Josef (1912–2001), deutscher Politiker (CDU), MdL
- Rick, Julia (* 1993), deutsche Cable-Wakeboarderin
- Rick, Karin (* 1955), österreichische Schriftstellerin
- Rick, Marvin (1901–1999), US-amerikanischer Hindernisläufer
- Rick, Oliver (* 1967), deutscher Mediziner und Hochschulprofessor
- Rick, Riky (1987–2022), südafrikanischer Rapper, Sänger und Songwriter
- Rick, Sebastian (* 1983), deutscher Historiker und Kommunalpolitiker
- Rick, Stephan (* 1974), deutscher Filmregisseur und Drehbuchautor

### Ricka
- Rickaby, Brett (* 1964), US-amerikanischer Schauspieler
- Rickaert, Jonas (* 1994), belgischer Radsportler
- Rickal, Elisabeth (1934–2025), deutsche Politikerin (CDU), MdL
- Rickard, Brenton (* 1983), australischer Schwimmer
- Rickard, David (* 1943), englischer Geochemiker
- Rickard, Hannah, britische Folkpopmusikerin
- Rickard, Jeremy, britischer Mathematiker
- Rickard, Julie (* 1939), englische Badmintonspielerin
- Rickard, Peter (1922–2009), britischer Romanist und Sprachwissenschaftler
- Rickard, Sylvia (* 1937), kanadische Komponistin
- Rickard, Tex (1871–1929), US-amerikanischer Boxpromoter
- Rickards, Ashley (* 1992), US-amerikanische Schauspielerin
- Rickards, Emily Bett (* 1991), kanadische SchauspielerinEmily Bett Rickards (* 1991)

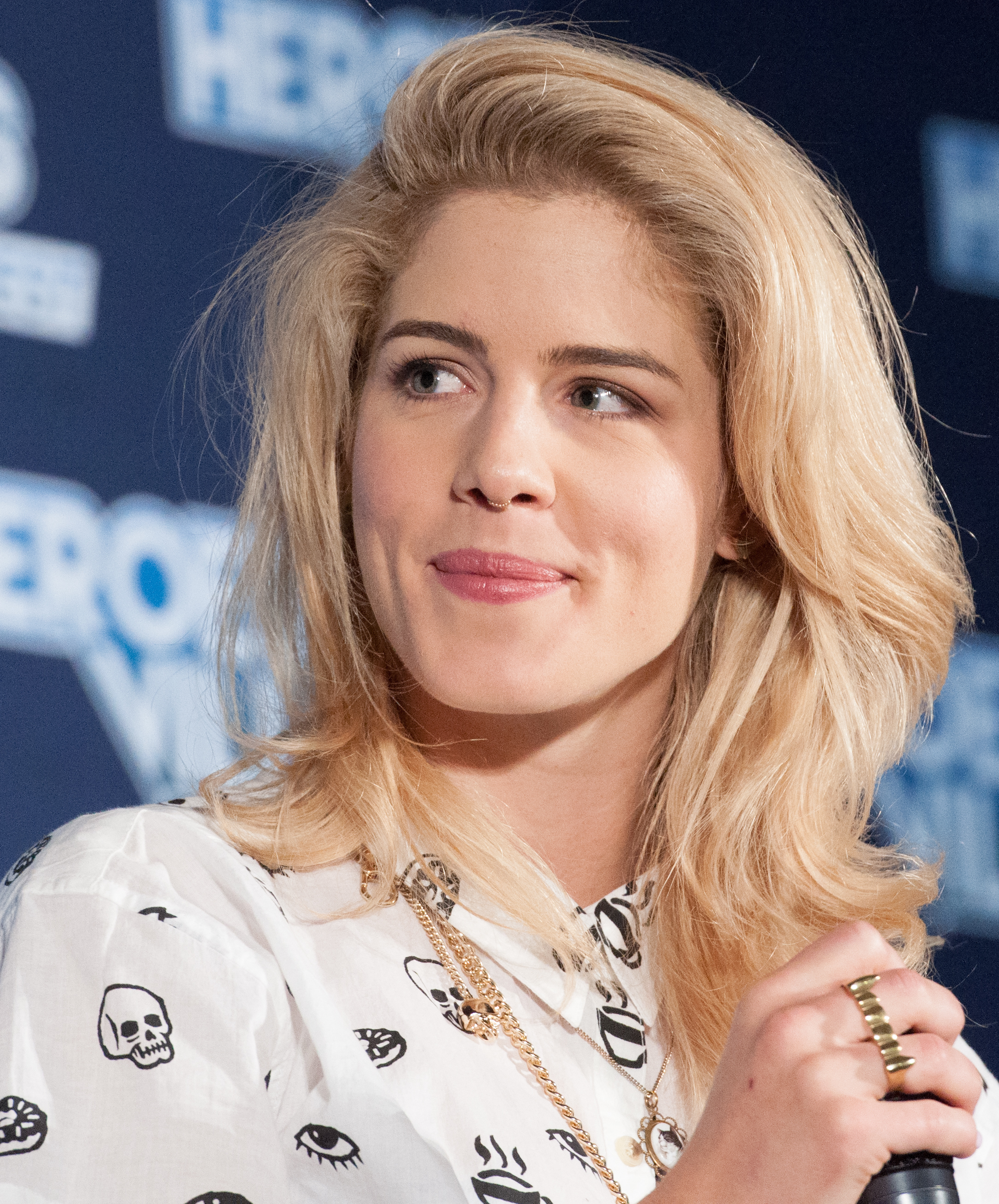
Emily Bett Rickards (* 1991)

- Rickards, Esther (1893–1977), britische Ärztin und Bürgerrechtlerin
- Rickards, Jocelyn (1924–2005), britische Kostümdesignerin
- Rickards, John E. (1848–1927), US-amerikanischer Politiker
- Rickards, Olga (* 1952), italienische Anthropologin
- Rickardsson, Daniel (* 1982), schwedischer Skilangläufer
- Rickardsson, Tony (* 1970), schwedischer Speedway-Fahrer
- Rickart, Eric A. (* 1950), US-amerikanischer Mammaloge

### Ricke
- Ricke, Christopher (* 1962), deutscher Journalist
- Ricke, Helmut (* 1943), deutscher Kunsthistoriker, Kurator, Fachautor und Gutachter
- Ricke, Herbert (1901–1976), deutscher Bauforscher und Ägyptologe
- Ricke, Kai-Uwe (* 1961), deutscher Manager, Vorstandsvorsitzender der Deutschen Telekom AG
- Ricke, Rolf (* 1934), deutscher Galerist und Kunstsammler
- Ricke, Tim (* 1977), deutscher Schauspieler und Amateurbodybuilder
- Rickel, Adriane (* 1974), deutsche QuizspielerinAdriane Rickel (* 1974)

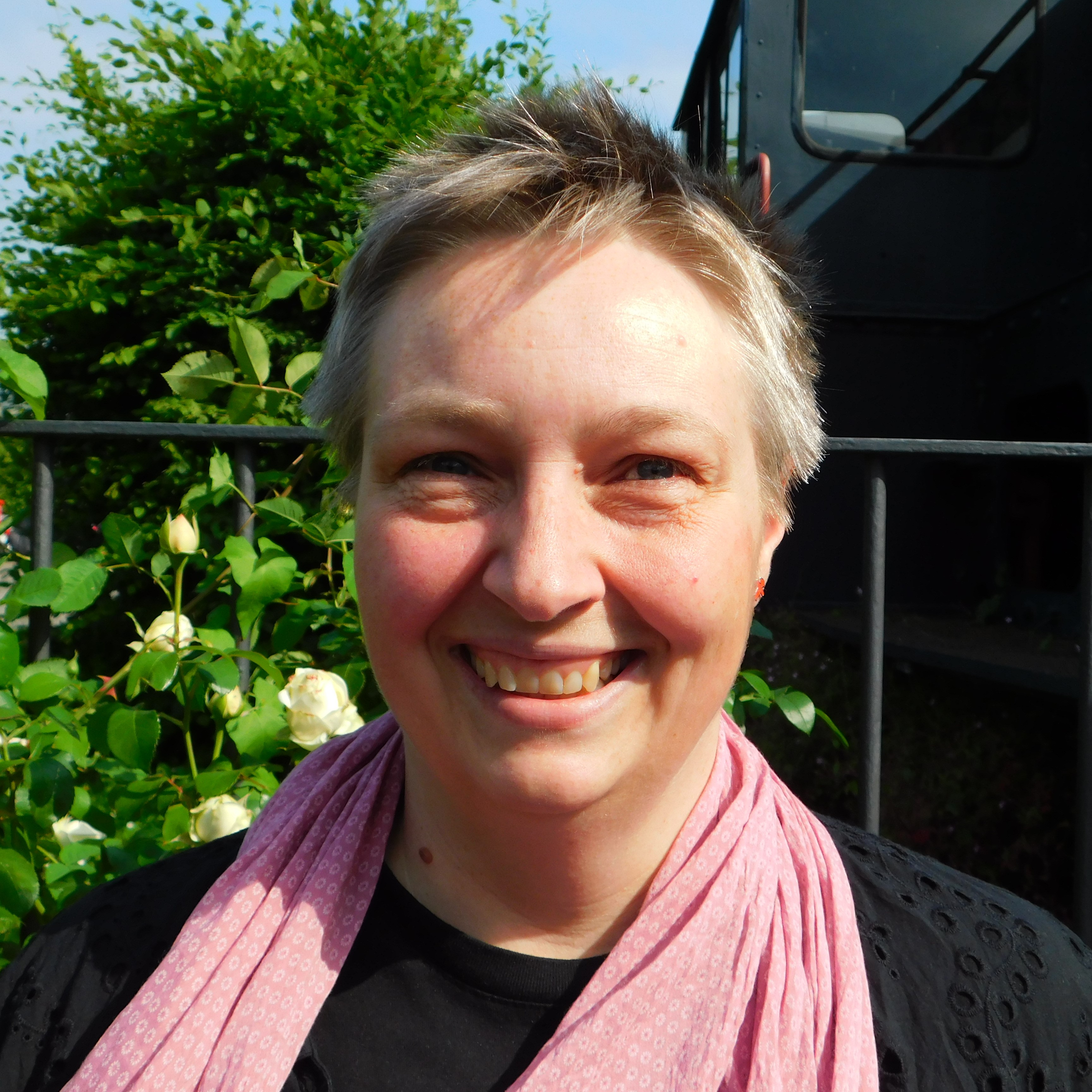
Adriane Rickel (* 1974)

- Rickelmann, Hubert (1883–1961), deutscher Heimatforscher und Autor
- Rickelmann, Richard (* 1939), deutscher Journalist
- Rickels, Friedrich (* 1893), deutscher Kommunalpolitiker der NSDAP
- Rickels, Jiska (* 1977), niederländische Dokumentarfilmregisseurin und Drehbuchautorin
- Rickels, Laurence Arthur (* 1954), US-amerikanischer Psychologe und Literaturwissenschaftler
- Rickelt, Gustav (1862–1946), deutscher Schauspieler, Regisseur und Präsident der Genossenschaft Deutscher Bühnen-Angehöriger (1914–1927)
- Rickelt, Karl (1857–1944), deutscher Maler und Illustrator
- Rickelt, Martin (1915–2004), deutscher Schauspieler
- Rickelt, Walther (1881–1939), deutscher Jurist und Politiker
- Rickelton, Ryan (* 1996), südafrikanischer Cricketspieler
- Ricken, Adalbert (1851–1921), deutscher Mykologe
- Ricken, David (* 1952), US-amerikanischer Geistlicher und römisch-katholischer Bischof von Green Bay
- Ricken, Friedo (1934–2021), deutscher Ordensgeistlicher, Philosoph und Hochschullehrer
- Ricken, Herbert (1924–2007), deutscher Architekt, Kulturwissenschaftler und Technikhistoriker
- Ricken, Käthe (1917–2005), deutsche Kunstmalerin
- Ricken, Lars (* 1976), deutscher FußballspielerLars Ricken (* 1976)

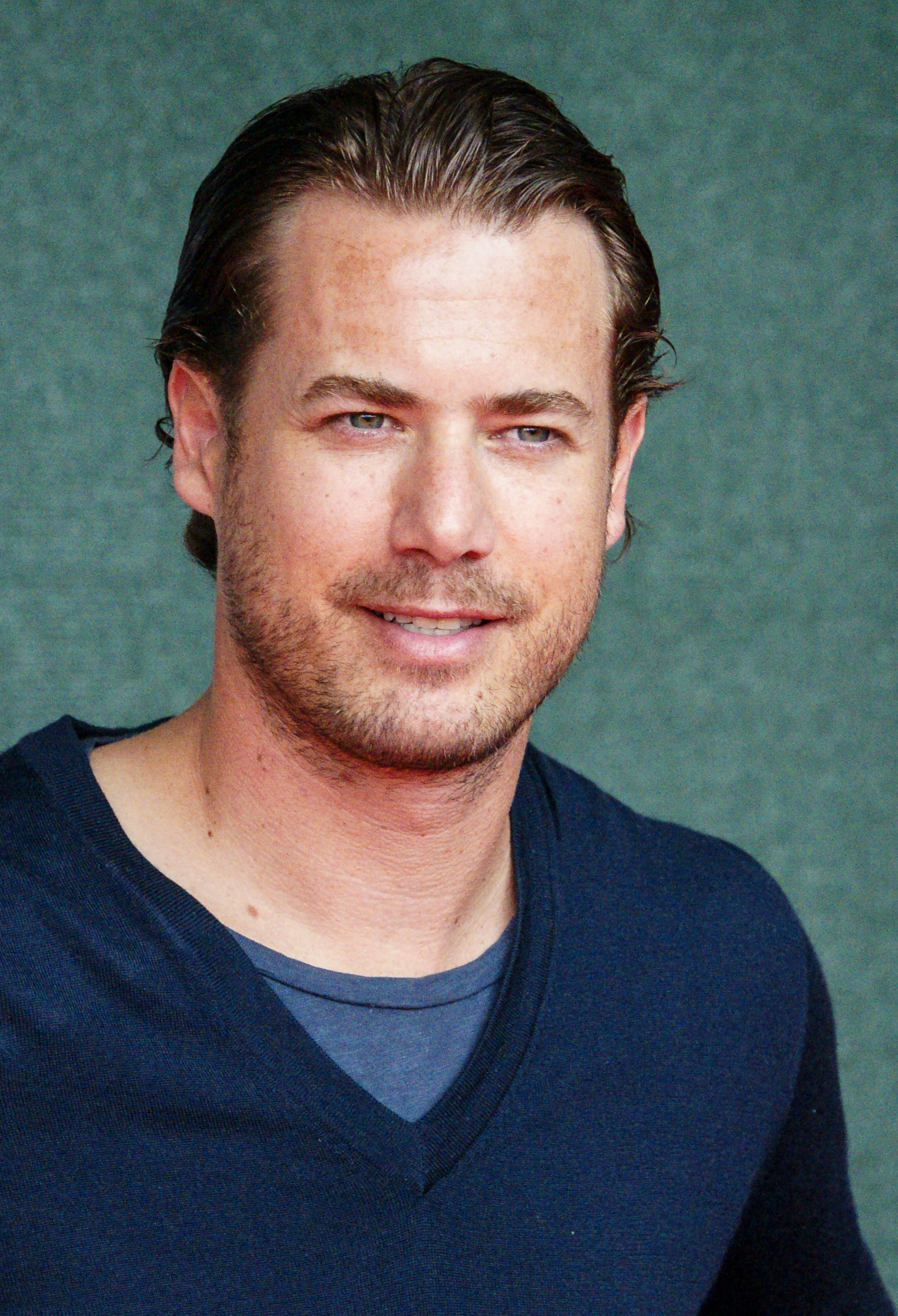
Lars Ricken (* 1976)

- Ricken, Oliver (* 1966), deutscher Rechtswissenschaftler
- Ricken, Paul (1892–1964), deutscher Kriegsverbrecher, Hauptscharführer der SS
- Ricken, Ulrich (1926–2011), deutscher Romanist, Sprachwissenschaftler und Hochschullehrer
- Rickenbach, Josef Gottlieb (1928–1995), Schweizer Lehrer, Politiker (SP) und Journalist
- Rickenbach, Kati (* 1980), Schweizer Comiczeichnerin und Illustratorin
- Rickenbach, Victor (1928–2007), Schweizer Politiker (FDP)
- Rickenbacher, Adolph (1887–1976), schweizerisch-amerikanischer Erfinder
- Rickenbacher, Alain (1945–2015), Schweizer Korpskommandant
- Rickenbacher, Andreas (* 1959), Schweizer Künstler
- Rickenbacher, Andreas (* 1968), Schweizer Politiker (SP) und Unternehmer
- Rickenbacher, Iwan (* 1943), Schweizer Kommunikationsberater
- Rickenbacher, Josef (1925–2004), Schweizer Bildhauer
- Rickenbacher, Karl Anton (1940–2014), Schweizer Dirigent
- Rickenbacher, Rudolf (1915–1940), Schweizer Militärpilot
- Rickenbacher, Very (* 1957), Schweizer Komponist und Musiker
- Rickenbacher, Walter (1902–1973), Schweizer Maler, Grafiker und Ausstellungsgestalter
- Rickenbacker, Edward Vernon (1890–1973), US-amerikanischer Jagdflieger im Ersten WeltkriegEdward Vernon Rickenbacker (1890–1973)

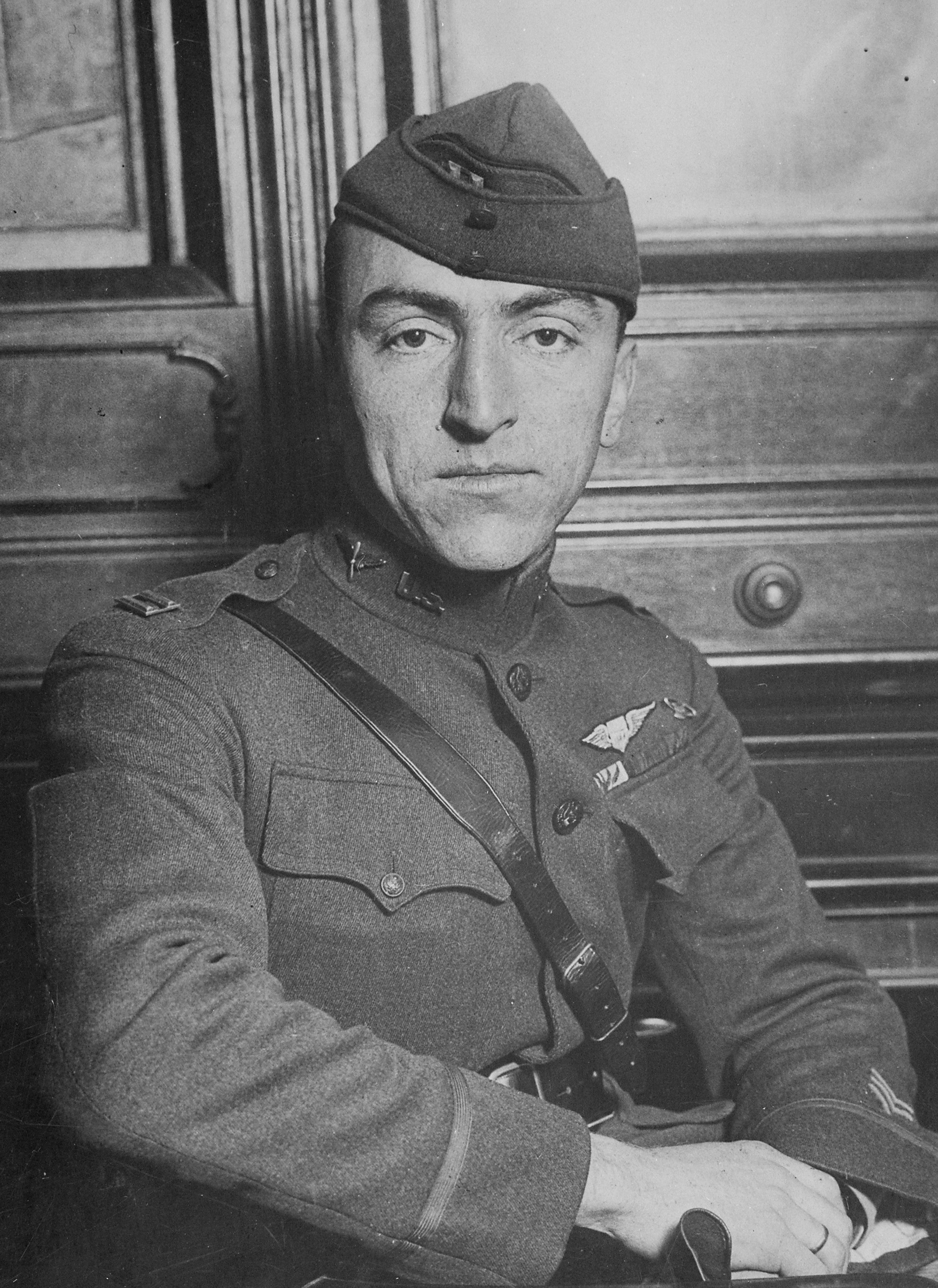
Edward Vernon Rickenbacker (1890–1973)

- Rickens, Christian (* 1971), deutscher Journalist und Schriftsteller
- Rickenstorf, Günther (1922–2002), deutscher Bauingenieur und Hochschullehrer
- Ricker, Anselm (1824–1902), österreichischer Geistlicher, Benediktiner und Pastoraltheologe
- Ricker, Bruce (1942–2011), US-amerikanischer Produzent und Filmregisseur
- Ricker, Gustav (1870–1948), deutscher Wissenschaftler und Arzt
- Ricker, Maëlle (* 1978), kanadische Snowboarderin und Olympiasiegerin
- Ricker, Mark (* 1968), US-amerikanischer Artdirector und Szenenbildner
- Rickers, Elsbeth (1916–2014), deutsche Politikerin (CDU), MdL
- Rickers, Folkert (1938–2011), deutscher evangelischer Theologe, Hochschullehrer und Autor
- Rickers, Gehrt (1872–1936), deutscher Lehrer und Politiker (SPD), MdL
- Rickers, Hans (1899–1979), deutscher Landschaftsmaler
- Rickers, Heiner (* 1966), deutscher Politiker (CDU), MdL
- Rickers, Johannes (1893–1965), Pastor und Forscher zur Heimatgeschichte und Bauernhäusern
- Rickers, Karl (1905–1999), deutscher Politiker (SPD) und Journalist
- Rickers, Willy (1882–1957), deutscher Politiker (CDU), MdL
- Rickert, Andreas M. (* 1974), deutscher Sozialunternehmer und Molekularbiologe
- Rickert, Cornelia (* 1954), deutsche Volleyballspielerin
- Rickert, Dieter (* 1940), deutscher Personalberater
- Rickert, Edith (1871–1938), US-amerikanische Historikerin und Autorin
- Rickert, Franz (1904–1991), deutscher Gold- und Silberschmied und Professor für Goldschmiedekunst an der Akademie der bildenden Künste München
- Rickert, Heinrich (1833–1902), deutscher Politiker (NLP, DFP, FVg), MdR
- Rickert, Heinrich (1863–1936), deutscher Philosoph und UniversitätsprofessorHeinrich Rickert (1863–1936)

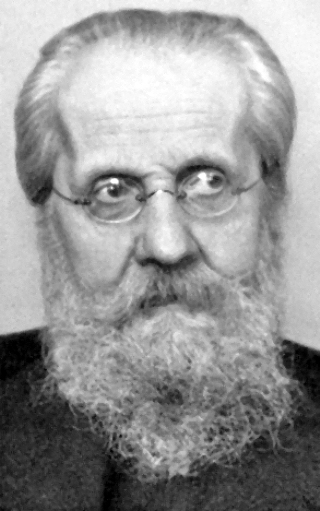
Heinrich Rickert (1863–1936)

- Rickert, Hugo (1928–2011), deutscher Radrennfahrer und Rahmenbauer
- Rickert, Johann (1928–2002), jugoslawisch-deutscher Orgelbauer
- Rickert, Klaus (* 1946), deutscher Politiker (FDP), MdL
- Rickert, Ludwig (1897–1963), Lehrer und Oberbürgermeister von Bonn
- Rickert, Marcus (* 1984), deutscher Fußballtorhüter
- Rickert, Reinald (* 1955), deutscher Ordensgeistlicher, Benediktinermönch und Buchautor
- Rickert, Shirley Jean (1926–2009), US-amerikanische Schauspielerin und Burlesque-Tänzerin
- Rickerts, Christian (* 1975), deutscher Unternehmensberater und PR-Manager
- Ricketson, Gail (* 1953), US-amerikanische Ruderin
- Ricketson, Mark (* 1986), US-amerikanisches Model und Schauspieler
- Rickett, Charles (* 1963), britischer Autorennfahrer
- Ricketts, Anthony (* 1979), australischer Squashspieler
- Ricketts, Charles (1866–1931), britischer Maler, Kunstgewerbler, Bildhauer, Holzschneider, Lithograf, Buchgestalter, Bühnenbildner, Kostümbildner, Kunstschriftsteller und Kunstsammler
- Ricketts, Chloe (* 2007), US-amerikanische Fußballspielerin
- Ricketts, Claude V. (1906–1964), US-amerikanischer Admiral der US Navy
- Ricketts, Dave (1920–1996), britischer Radrennfahrer
- Ricketts, Donovan (* 1977), jamaikanischer Fußballspieler
- Ricketts, Ed (1897–1948), US-amerikanischer Meeresbiologe und Philosoph
- Ricketts, Edwin D. (1867–1937), US-amerikanischer Politiker
- Ricketts, Herman (1931–2003), jamaikanischer Polizeibeamter
- Ricketts, Howard Taylor (1871–1910), US-amerikanischer Pathologe
- Ricketts, Pete (* 1964), US-amerikanischer Politiker
- Ricketts, Peter (* 1952), britischer Diplomat
- Ricketts, Rohan (* 1982), englischer Fußballspieler
- Ricketts, Sam (* 1981), walisischer Fußballspieler und -trainer
- Ricketts, Shanieka (* 1992), jamaikanische Leichtathletin
- Ricketts, Thomas (* 1966), US-amerikanischer Unternehmer
- Ricketts, Tom (1853–1939), britischer Schauspieler, Filmregisseur und Drehbuchautor
- Ricketts, Tosaint (* 1987), kanadischer Fußballspieler
- Ricketts, Tyron (* 1973), deutsch-britischer Schauspieler und Musiker
- Rickey, Branch (1881–1965), US-amerikanischer Baseballspieler, -manager und -funktionär
- Rickey, George (1907–2002), US-amerikanischer Bildhauer

### Rickf
- Rickfelder, Josef (* 1951), deutscher Politiker (CDU), MdL
- Rickfors, Mikael (* 1948), schwedischer MusikerMikael Rickfors (* 1948)

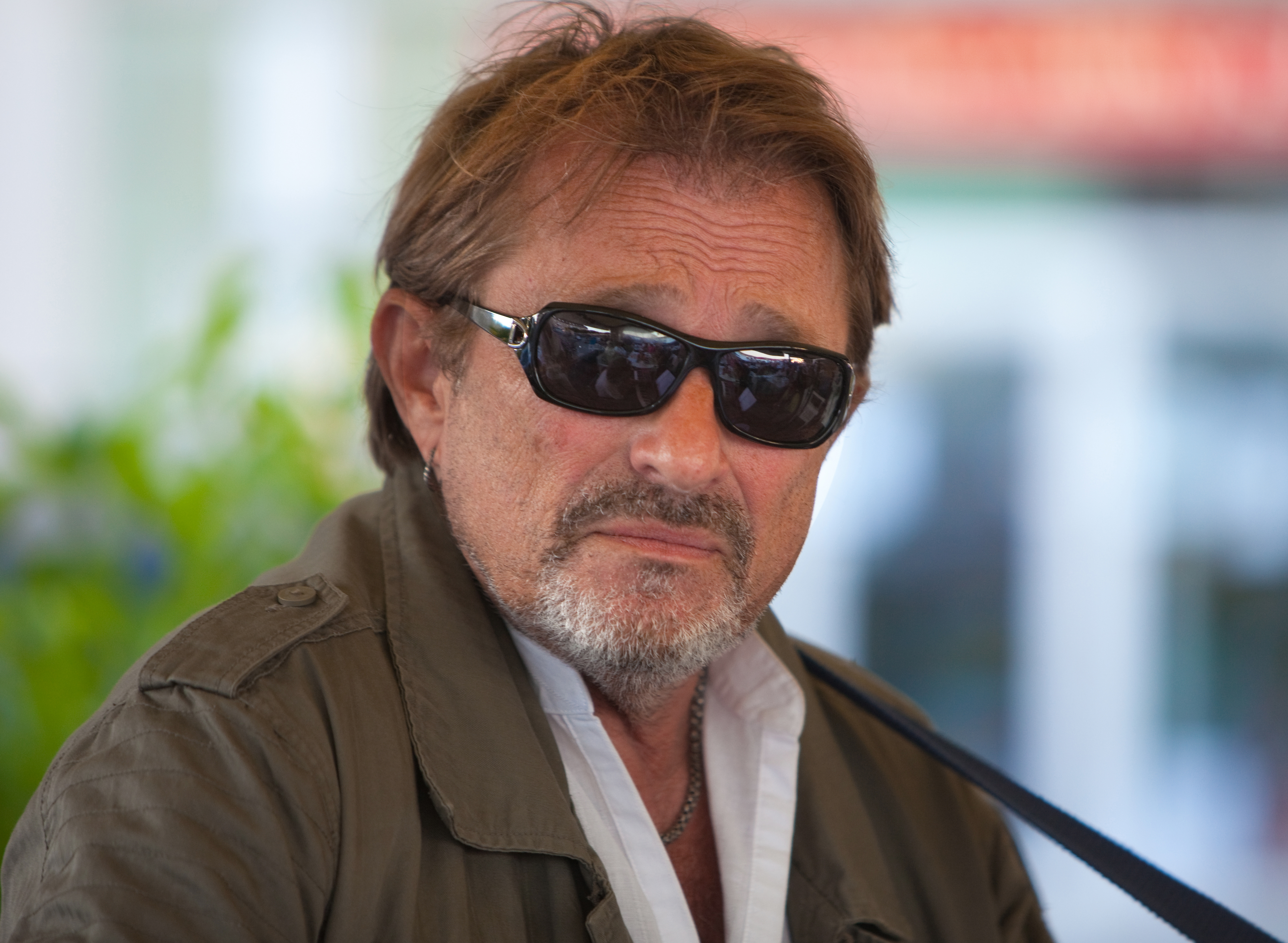
Mikael Rickfors (* 1948)

### Rickh
- Rickheit, Gert (1941–2011), deutscher Linguist und Kognitionswissenschaftler
- Rickhey, Georg (1898–1970), Ingenieur und Generaldirektor der Mittelwerke GmbH in Dora-Mittelbau

### Ricki
- Rickinson, Lewis (1883–1945), britischer Schiffsingenieur und Polarforscher

### Rickl
- Ricklefs, Bettina (* 1967), deutsche Filmproduzentin
- Ricklefs, Friedrich Reinhard (1769–1827), deutscher Altphilologe und Gymnasialdirektor
- Ricklefs, Jürgen (1900–1991), deutscher Pädagoge, Heimatforscher und Archivleiter
- Ricklefs, Robert E. (* 1943), US-amerikanischer Ornithologe und Ökologe
- Rickles, Don (1926–2017), US-amerikanischer Komiker, Schauspieler und Entertainer
- Rickli, Miriam, Schweizer Fernsehmoderatorin
- Rickli, Natalie (* 1976), Schweizer Politikerin (SVP)
- Rickli, Ursula, Schweizer Pädagogin
- Ricklin, Eugen (1862–1935), deutscher Arzt und Politiker, MdR
- Ricklin, Thomas (1963–2016), schweizerischer Philosoph

### Rickm
- Rickman, Alan (1946–2016), britischer Theater- und Filmschauspieler sowie RegisseurAlan Rickman (1946–2016)

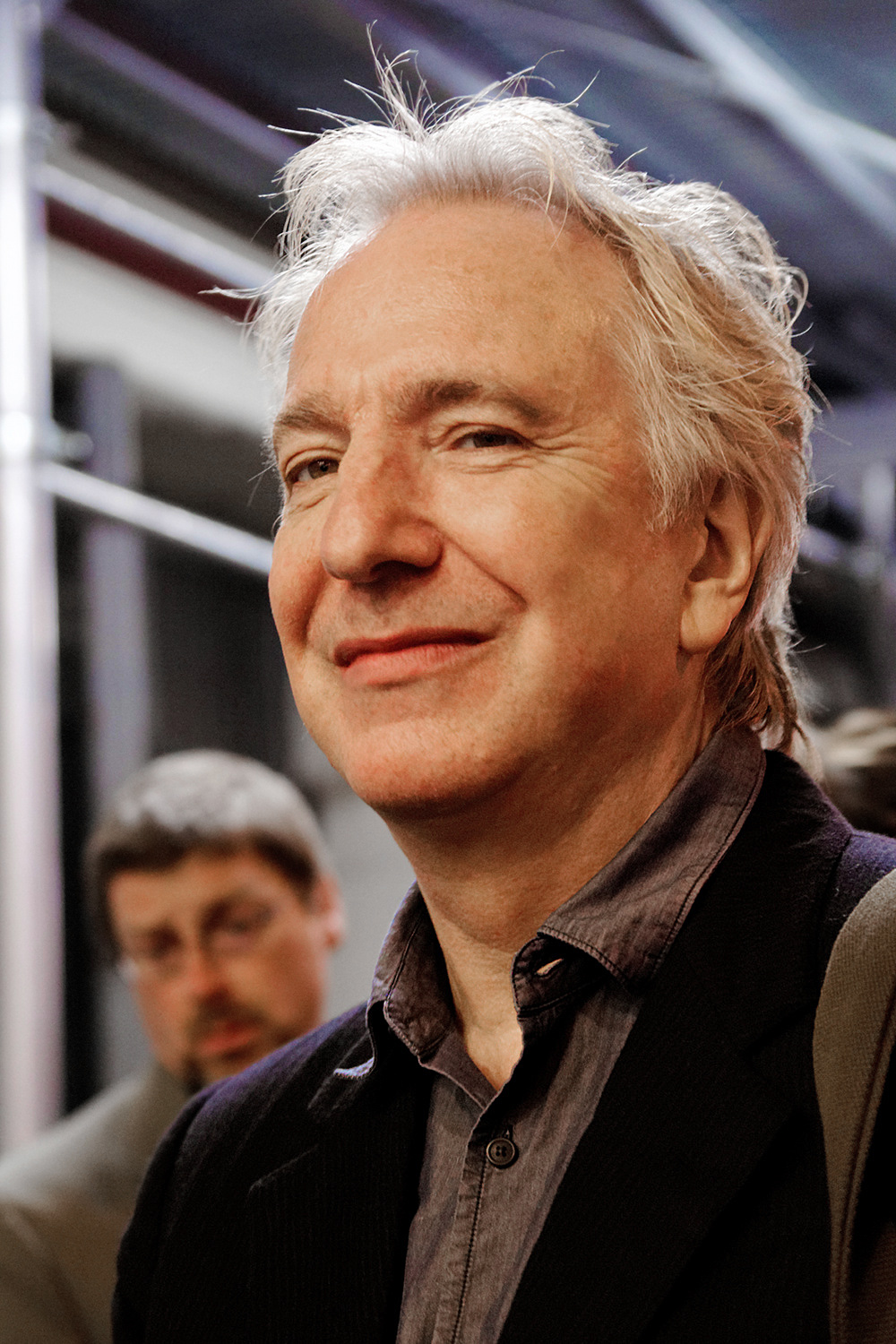
Alan Rickman (1946–2016)

- Rickman, Hans (* 1949), schwedischer Astronom
- Rickman, Thomas (1776–1841), englischer Architekt und Kunsthistoriker
- Rickman, Thomas (1940–2018), US-amerikanischer Filmregisseur und Drehbuchautor
- Rickmann, Christian (1741–1772), deutscher Mediziner und Pionier der Sozialmedizin
- Rickmann, Hagen (* 1969), deutscher IT- und Telekommunikations-Manager
- Rickmann, Josef (* 1920), deutscher Fußballspieler
- Rickmann, Wilhelm (1869–1916), deutscher Veterinär in Deutsch-Südwestafrika
- Rickmers, Andreas (1835–1924), deutscher Werftbesitzer, Reeder und Reiskaufmann
- Rickmers, Bertram (1952–2023), deutscher Reeder
- Rickmers, Erck (* 1964), deutscher Reeder und Politiker (SPD), MdHBErck Rickmers (* 1964)

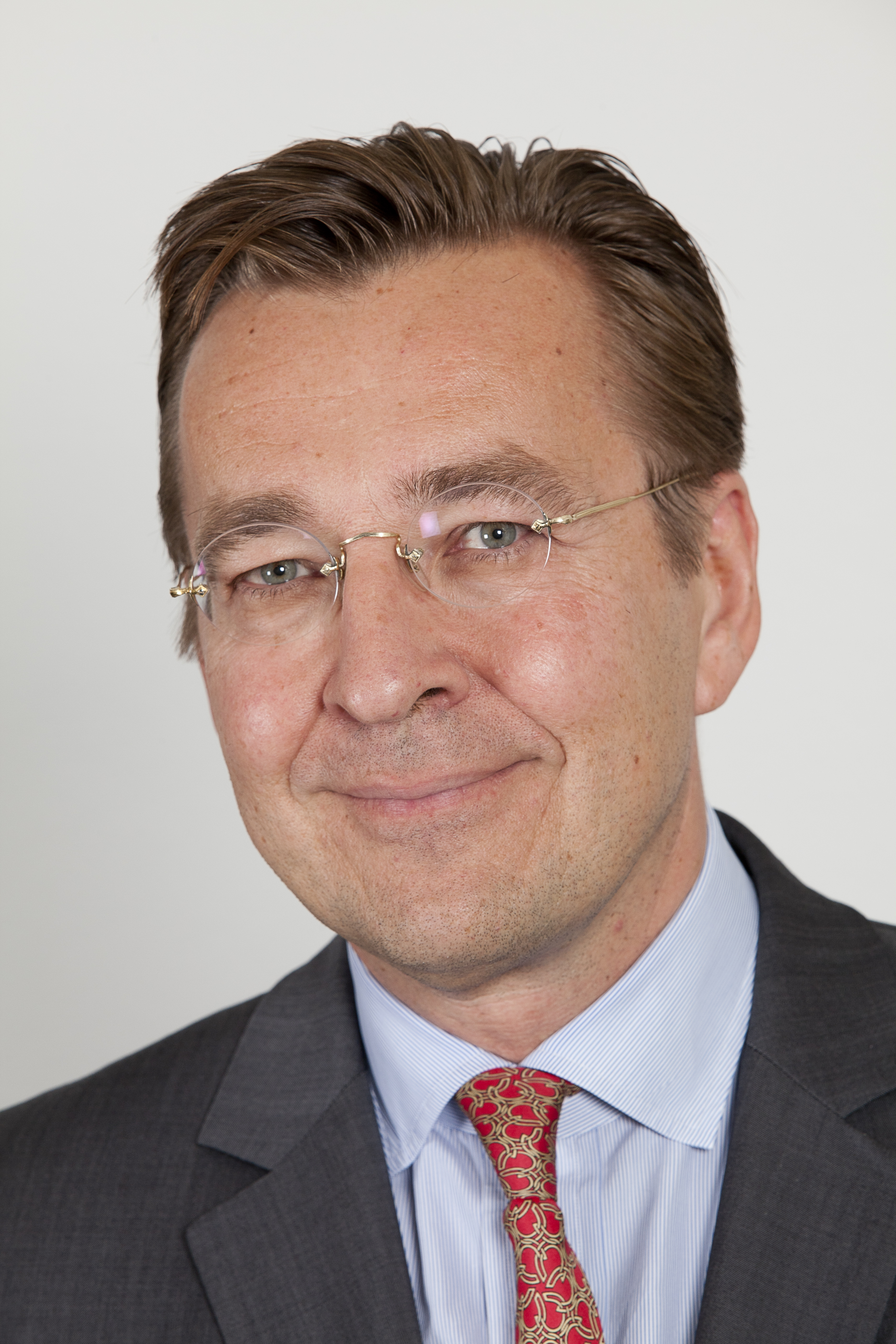
Erck Rickmers (* 1964)

- Rickmers, Henry Peter (1919–2013), deutscher Kommunalpolitiker
- Rickmers, Johann (1881–1923), deutscher Putschist
- Rickmers, Paul (1873–1946), deutscher Reeder und Werftbesitzer
- Rickmers, Peter (1838–1902), deutscher Werftbesitzer, Reeder und Reiskaufmann
- Rickmers, Peter (* 1979), deutscher Curler
- Rickmers, Rickmer Clasen (1807–1886), deutscher Werftbesitzer, Reederei-Gründer und Reiskaufmann
- Rickmers, Robert (1864–1948), deutscher Werftbesitzer, Reeder und Reiskaufmann
- Rickmers, Wilhelm (1844–1891), deutscher Werftbesitzer, Reeder und Reiskaufmann
- Rickmers, Willi Rickmer (1873–1965), deutscher Bergsteiger, Skipionier, Forschungsreisender und Sammler
- Rickmeyer, Jens (* 1945), deutscher Linguist des Japanischen
- Rickmeyer, Marie (1848–1919), deutsche Schriftstellerin

### Ricko
- Rickon, Kelly (* 1959), US-amerikanische Ruderin
- Rickover, Hyman (1900–1986), US-amerikanischer Militär, Viersterne-Admiral der US-MarineHyman Rickover (1900–1986)

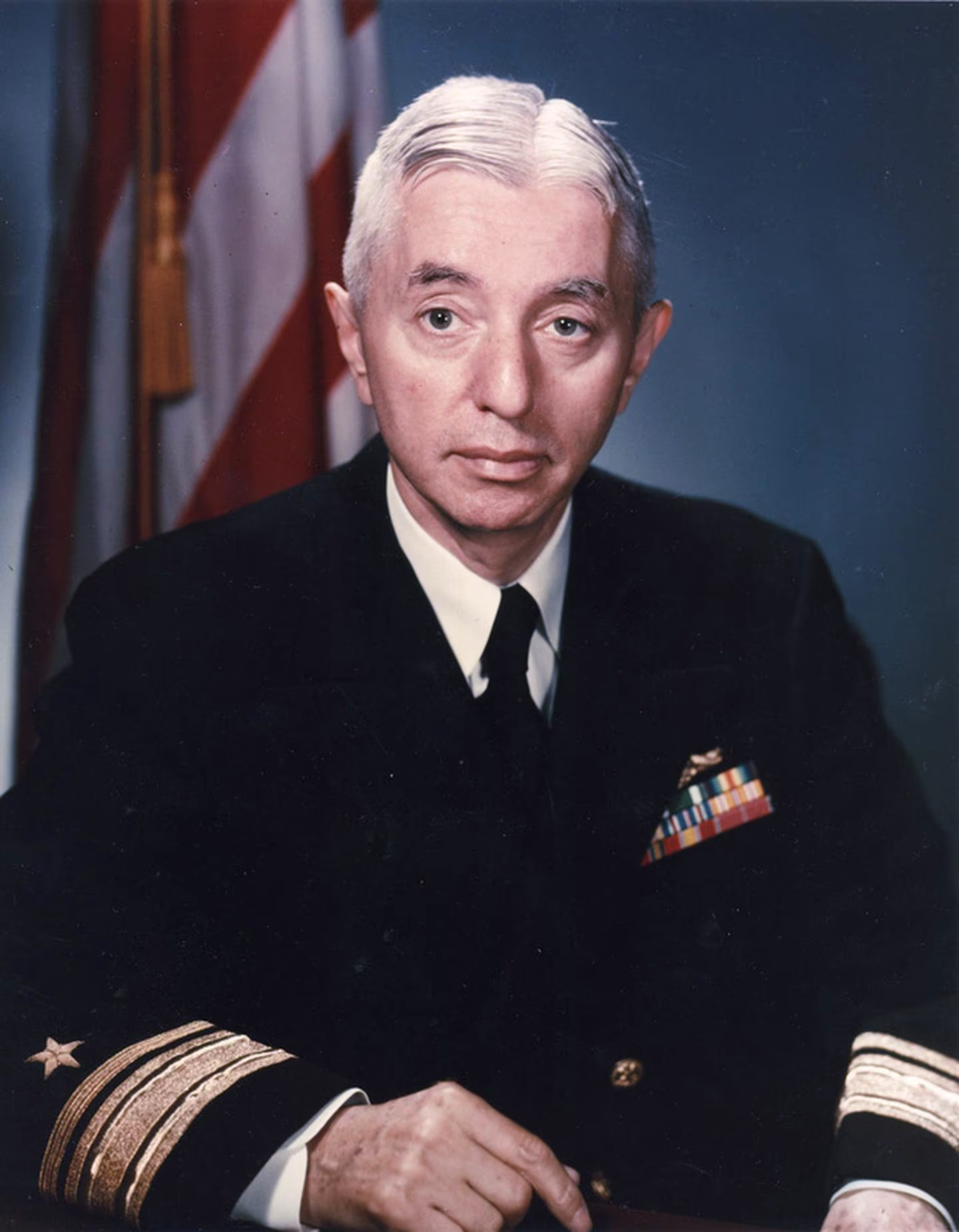
Hyman Rickover (1900–1986)

### Ricks
- Ricks, Christopher (* 1933), britischer Literaturwissenschaftler und Literaturkritiker
- Ricks, David, britischer Neogräzist
- Ricks, Mark (1924–2016), US-amerikanischer Politiker
- Ricks, Steven (* 1969), US-amerikanischer Komponist und Musikpädagoge
- Ricks, Thomas E. (* 1955), US-amerikanischer Autor, Journalist und Sicherheitsexperte
- Ricksen, Fernando (1976–2019), niederländischer Fußballspieler
- Ricksen, Lucille (1910–1925), US-amerikanische Filmschauspielerin der Stummfilmzeit
- Rickson, Ian (* 1963), britischer Theaterregisseur
- Rickson, Joseph (1880–1958), US-amerikanischer Filmschauspieler

### Ricku
- Ričkutė, Giedrė, litauische Politikerin, Vizeministerin für Umwelt
- Ričkuvienė, Irena (* 1962), litauische liberale Politikerin, ehemalige Vorsteherin des Bezirks Tauragė